# Sebas Martín
Sebastián Martín Sánchez  (né à Barcelone en 1961), qui signe Sebas Martín, est un auteur de bande dessinée espagnol.

## Biographie
Sebas Martín grandit et continue de vivre dans le quartier barcelonais de Poblenou. Il commence à publier ses dessins dans plusieurs revues comme Zero ou Gai Barcelona. Il a enseigné le dessin et la bande dessinée à l'Escola de Cómic Joso, l'Escola d’Humanitats del Ateneu Barcelonès et l'Escola Elisava.
Dans les années 2000, il lance la revue de bande dessinée gay Claro que sí dont il est le rédacteur en chef.
Il réalise plusieurs albums autour de son personnage Salvador, un Barcelonais gay. Il est considéré avec Nazario comme l'un des premiers auteurs de bande dessinée gay d'Espagne,.

## Œuvres
Auteur complet
- Estoy en ello, La Cúpula, 2005 ; rééd. augmentée 2017  (ISBN 8416400628)
  - Traduction en français : Mes mecs de Barcelone, Tabou, 2010[7]  (ISBN 978-2-359-54036-9)
- Aún estoy en ello, La Cúpula, 2007
- Los chulos pasan pero las hermanas quedan, La Cúpula, 2009
- Ideas de bombero, La Cúpula, 2010[8]  (ISBN 84-7833-917-5)
- Kedada, La Cúpula, 2012  (ISBN 84-7833-968-X)
- Yo lo vi primero, La Cúpula, 2013  (ISBN 841-5724-15-2)
- Demasiado guapo, La Cúpula, 2016  (ISBN 84-16400-27-X)
- No debí enrollarme con una moderna, La Cúpula, 2018  (ISBN 84-15724-98-5)
- El corazón entre las piernas, La Cúpula, 2019[9]  (ISBN 84-17442-31-6)
- Mi novio, un virus y la madre que me parió, La Cúpula, 2021.  (ISBN 978-84-17442-83-5)
- Que el fin del mundo nos encuentre bailando, La Cúpula, 2023.  (ISBN 978-84-18809-55-2)
- Artristas y presonajes, La Cúpula, 2025.  (ISBN 978-84-10264-20-5)

Illustration seule
- Historias de Sitges, avec Guille Medina, Tempestad, 2000  (ISBN 978-84-7948-039-4)
- Vacaciones en Ibiza, texte de Lawrence Schimel, Editorial Gai Y Lesbiana Egales, 2002  (ISBN 84-95346-48-6)
- El kamasutra gay, texte de Diego J. Cruz, Egales, 2006 ; rééd. 2012 (ASIN B007VCATMO) (livre numérique)
- Kindly Woodsmen, texte de Dale Lazarov, Sticky Graphic Novels, 2018  (ISBN 193988859X)
- Sobrevivir al ambiente, texte de Gabriel J. Martín, Roca editorial, 2018  (ISBN 978-84-17092-01-6)
- El kamasutra gay del siglo XXI: Una guía ilustrada para todos los hombres (cis, trans o intersex) que se consideran homosexuales, texte de Gabriel J. Martín, Roca editorial, 2022  (ISBN 978-84-18870-02-6)

## Distinctions
- Prix Casal Lambda de cómic 1999[3]
- Prix Serra y Moret 2000[3]